# Barry Desmond
Barry Desmond n. 15 mai 1935, Cork, Irlanda) este un om politic irlandez, membru al Parlamentului European în perioada 1989-1994 din partea Irlandei.
1. 1 2 3 4 5 6 7   https://www.oireachtas.ie/en/members/member/Barry-Desmond.D.1969-07-02 Lipsește sau este vid: |title= (ajutor)
2. ↑  pace.coe.int